# 斯里兰卡社会主义
斯里兰卡社会主义是一种由斯里兰卡多个政党共同倡导的政治理念。自斯里兰卡独立运动时期起，社会主义政党，尤其是托洛茨基主义政党兰卡平等社会党，在该国历史上发挥重要作用。
1970年代，在西丽玛沃·班达拉奈克及其领导的斯里兰卡自由党执政期间，社会主义思想深刻影响斯里兰卡的主要经济和社会政策。在她执政期间，斯里兰卡政府对多个关键经济部门进行国有化，包括银行、保险公司和一些私人种植园；同时，斯里兰卡政府对面包和其他一些基本生活物资实行配給制。